# SMS Nautilus (1906)
Pour les articles homonymes, voir Nautilus.
Le SMS Nautilus est un mouilleur de mines de la Kaiserliche Marine.

## Histoire
Il est construit de 1905 à 1907 à l'AG Weser, à Brême. Il a pour sister-ship le SMS Albatross. Son coût de construction est de 2,8 millions de goldmarks. Il est réaménagé en 1909 et 1910.
Après sa mise en service, le navire sert à l'apprentissage de la pose de mines. Durant la Première Guerre mondiale, le Nautilus fait des missions de mouilleur de mines et de surveillances des côtes.
Le 21 mars 1919, il est retiré de la liste des navires en activité. À partir de 1921, il sert de navire de stockage et de caserne. Il est vendu le 18 août 1928 à Copenhague au prix de 180 000 goldmarks pour être mis au rebut.

## Commandement
| Du 19 mars 1907 au 26 octobre 1908 | Korvettenkapitän Karl Wedding (de)                 |
| Du 15 janvier 1910 à avril 1911    | Korvettenkapitän Wilhelm Adelung (de)              |
| D'avril à septembre 1911           | Kapitänleutnant Tholens                            |
| Du 30 septembre au 7 décembre 1911 | Kapitänleutnant Kurt Aßmann (de)                   |
| Du décembre 1911 à août 1912       | Kapitänleutnant Reinhold Gadow (de)                |
| D'août au 30 octobre 1912          | Korvettenkapitän Wilhelm von Hippel                |
| Du 5 juin 1914 à avril 1916        | Fregattenkapitän Wilhelm Schultz                   |
| D'avril 1916 à mars 1917           | Korvettenkapitän Ludwig Kaulhausen (de)            |
| De mars 1917 au 10 décembre 1918   | Korvettenkapitän / Fregattenkapitän Franz Pfeiffer |